# Classe FPB-57
I pattugliatori classe FPB-57 sono una famiglia di unità litoranee sviluppate e costruite dagli stabilimenti tedeschi Friedrich Lürssen Werft di Brema-Vegesack e sono la versione destinata all'esportazione delle unità della classe Albatros della Bundesmarine, che possono essere praticamente considerate sia come delle grosse unità litoranee veloci o motocannoniere missilistiche con alcune capacità maggiorate, specie in termini di armi contraerei e antisommergibile, sia che delle piccole e compatte corvette o mini fregate, in particolare per le unità realizzate per la Marina Militare Indonesiana.

## Turchia
La Turchia è stato il primo committente per queste unità. La Marina Turca ha commissionato ai cantieri tedeschi ben 10 di queste unita di attacco veloci in tre sottoclassi: Doğan, Rüzgar e Yıldız.

### Classe Doğan
Le prime unità furono quelle della sottoclasse Doğan, entrate in servizio tra dicembre 1977 e maggio 1981. La prima unità realizzata in Germania negli stabilimenti Friedrich Lürssen Werft di Brema-Vegesack e le successive in Turchia nei cantiere navale Taşkızak di Istanbul. .
Le unità, con un dislocamento di 443 tonnellate a pieno carico, sono dotate di propulsione diesel con quattro motori MTU MD16V538TB90 che sviluppano una (potenza di 12.000 hp collegati a quattro eliche|, con una velocità massima di 38 nodi ed un'autonomia 700 miglia ad una velocità di 35 nodi, di 1.600 miglia a 32.5 nodi, di 1.550 miglia a 30 nodi e 3.300 miglia a 16 nodi.
L'armamento artiglieresco è costituito da un cannone prodiero da 76/62 Compatto della Otobreda, un cannone poppiero da 35 mm binato e due mitragliatrici calibro 7,62 mm; l'armamento missilistico costituito da due lanciamissili per missili SSM Harpoon.
L'elettronica di bordo costituita da radar di navigazione Decca 1226 e due radar di controllo del fuoco Thales WM 28/41 e LIOD Mk.2, mentre le contromisure elettroniche sono costituite da due lanciadecoys RL da un sistema EW MEL SUSIE-1 di intercettazione.
L'equipaggio costituito da cinque ufficiali, ventuno tra sottufficiali e sergenti, tredici tra i graduati e quattro tra i marinai comuni.
| Türk Deniz Kuvvetleri - Classe Doğan | Türk Deniz Kuvvetleri - Classe Doğan | Türk Deniz Kuvvetleri - Classe Doğan | Türk Deniz Kuvvetleri - Classe Doğan | Türk Deniz Kuvvetleri - Classe Doğan | Türk Deniz Kuvvetleri - Classe Doğan |
| Sigla                                | Nome                                 | Cantiere                             | Varo                                 | Entrata in servizio                  | Stato attuale                        |
| ------------------------------------ | ------------------------------------ | ------------------------------------ | ------------------------------------ | ------------------------------------ | ------------------------------------ |
| P-340                                | Doğan                                | Lürssen                              | 16 giugno 1976                       | 23 dicembre 1977                     | In servizio                          |
| P-341                                | Marti                                | Taşkızak                             | 28 luglio 1977                       | 1 agosto 1978                        | In servizio                          |
| P-342                                | Tayfun                               | Taşkızak                             | 19 luglio 1979                       | 10 luglio 1980                       | In servizio                          |
| P-343                                | Volkan                               | Taşkızak                             | 11 agosto 1980                       | 12 maggio 1981                       | In servizio                          |

### Classe Rüzgar
Le successive unità che costituiscono la sottoclasse Rüzgar sono state tutte costruite su licenza Lürssen in Turchia. Le unità hanno lo stesso scafo, lo stesso armamento e gli stessi sensori, risultano tuttavia più leggere avendo un dislocamento a pieno carico di 417 tonnellate ed una velocità massima di 41 nodi avendo una propulsione con quattro motori MTU 16V956 TB91 che sviluppano ciascuno una (potenza di 4250 CV, per un totale di 17.000 hp, con una autonomia di 700 miglia ad una velocità di 35 nodi, di 1.600 miglia a 32.5 nodi e di 3.300 miglia miglia a 16 nodi.
L'equipaggio costituito da sei ufficiali, ventuno tra sottufficiali e sergenti, tredici tra i graduati e quattro tra i marinai comuni.
| Türk Deniz Kuvvetleri - Classe Rüzgâr | Türk Deniz Kuvvetleri - Classe Rüzgâr | Türk Deniz Kuvvetleri - Classe Rüzgâr | Türk Deniz Kuvvetleri - Classe Rüzgâr | Türk Deniz Kuvvetleri - Classe Rüzgâr | Türk Deniz Kuvvetleri - Classe Rüzgâr |
| Sigla                                 | Nome                                  | Cantiere                              | Varo                                  | Entrata in servizio                   | Stato attuale                         |
| ------------------------------------- | ------------------------------------- | ------------------------------------- | ------------------------------------- | ------------------------------------- | ------------------------------------- |
| P-344                                 | Rüzgâr                                | Taşkızak                              |                                       | 17 dicembre 1984                      | In servizio                           |
| P-345                                 | Poyraz                                | Taşkızak                              | 17 dicembre 1984                      | 7 febbraio 1986                       | In servizio                           |
| P-346                                 | Girbet                                | Taşkızak                              | 24 luglio 1987                        | 22 luglio 1988                        | In servizio                           |
| P-347                                 | Fırtına                               | Taşkızak                              | 31 maggio 1988                        | 23 ottobre 1988                       | In servizio                           |

### Classe Yıldız
Le due unità che costituiscono la sottoclasse Yildiz sono state tutte costruite su licenza Lürssen in Turchia. Le unità hanno lo stesso scafo e lo stesso armamento ma differiscono per i miglioramenti che riguardano l'elettronica di bordo costituita da radar di navigazione Kelvin-Hughes Type 1007, radar di ricerca aerea   BAE Systems Plessey AWS-6 (Dolphin), direzione di tiro costituita da radar di tiro Siemens Albis TMX-CW e una direzione optotronica Thales LIOD Mk.2, mentre le contromisure elettroniche sono costituite da due lanciadecoys Mark 36 SRBOC da un sistema EW di intercettazione Racal Cutlass B-1.
Il dislocamento a pieno carico di 433 tonnellate ed una velocità massima di 38 nodi avendo una propulsione con quattro motori MTU 16V956 TB91 che sviluppano ciascuno una (potenza di 3780 CV, per un totale di 15.120 hp, con una autonomia di 700 miglia ad una velocità di 35 nodi, di 1.600 miglia a 32.5 nodi e di 3.300 miglia miglia a 16 nodi.
L'equipaggio costituito da sei ufficiali, ventuno tra sottufficiali e sergenti, tredici tra i graduati e quattro tra i marinai comuni.
| Türk Deniz Kuvvetleri - Classe Yıldız | Türk Deniz Kuvvetleri - Classe Yıldız | Türk Deniz Kuvvetleri - Classe Yıldız | Türk Deniz Kuvvetleri - Classe Yıldız | Türk Deniz Kuvvetleri - Classe Yıldız | Türk Deniz Kuvvetleri - Classe Yıldız |
| Sigla                                 | Nome                                  | Cantiere                              | Varo                                  | Entrata in servizio                   | Stato attuale                         |
| ------------------------------------- | ------------------------------------- | ------------------------------------- | ------------------------------------- | ------------------------------------- | ------------------------------------- |
| P-348                                 | Yıldız                                | Taşkızak                              | 27 luglio 1994                        | 23 maggio 1997                        | In servizio                           |
| P-349                                 | Karayel                               | Taşkızak                              | 20 giugno 1995                        | 23 maggio 1997                        | In servizio                           |

## Nigeria
La Nigeria fu la seconda marina a rivolgersi ai cantieri tedeschi per queste unità realizzate nel 1980 e ancora in servizio nella Marina Nigeriana.
| Nigerian Navy | Nigerian Navy | Nigerian Navy | Nigerian Navy    | Nigerian Navy    | Nigerian Navy |
| Sigla         | Nome          | Cantiere      | Impostazione     | Varo             | Stato attuale |
| ------------- | ------------- | ------------- | ---------------- | ---------------- | ------------- |
| P-178         | Ekpe          | Lürssen       | 17 febbraio 1979 | 17 dicembre 1979 | In servizio   |
| P-179         | Damisa        | Lürssen       | 17 febbraio 1979 | 27 marzo 1980    | In servizio   |
| P-180         | Agu           | Lürssen       | 17 febbraio 1979 | 7 novembre 1980  | In servizio   |

## Kuwait
L'Emirato del Kuwait commissiono ai cantieri tedeschi due unità per la propria Marina. Le unità kuwaitiane differivano per l'armamento missilistico antinave con i missili MM-40 Exocet in sostituzione degli Harpoon.
Nel corso della prima guerra del golfo, nella quale la marina venne completamente distrutta, con sei unità catturate dagli iracheni e successivamente distrutte dagli alleati della Coalizione le unità del tipo Lürssen catturate furono Werija, Mashuwah, Al Ahmadi, Al Mubareeki ed un'altra unità del tipo TNC-45, e la Sabhan del tipo FPB 57.
Le due unità superstiti del tipo Lürssen, la Jalboot tipo TNC-45 e la Al Istiqlal tipo FPB 57, aiutarono a recuperare le isole costiere e le piattaforme petrolifere. In particolare il 18 gennaio 1991 la Al Istiqlal (P 5702) e la fregata statunitense USS Nicholas (FFG 47) (classe Oliver Hazard Perry) esplorarono il campo petrolifero di Dorrah, e si confrontarono con le postazioni sulle piattaforme; le navi riuscirono, anche con l'elicottero SH-60 Seahawk della fregata USS Nicholas, il Lynx della fregata inglese HMS Cardiff ed elicotteri d'attacco OH58D Kiowa Warrior dell'esercito statunitense, che effettuarono una manovra aggirante dal nord, a catturare due piattaforme e qualche decina di prigionieri; l'operazione venne condotta di notte e con un rischio che poté essere esattamente valutato solo quando, dopo la resa degli iracheni, vennero rinvenute decine di esemplari di missili aria-aria portatili.
| Kuwait Navy - Al Istiqlal | Kuwait Navy - Al Istiqlal | Kuwait Navy - Al Istiqlal | Kuwait Navy - Al Istiqlal | Kuwait Navy - Al Istiqlal    |
| Sigla                     | Nome                      | Cantiere                  | Entrata in servizio       | Stato attuale                |
| ------------------------- | ------------------------- | ------------------------- | ------------------------- | ---------------------------- |
| P-5702                    | Al Istiqlal               | Lürssen                   | 9 agosto 1983             | In servizio                  |
| P-5704                    | Sabhan                    | Lürssen                   |                           | affondato il 29 gennaio 1991 |

## Indonesia
L'Indonesia è stato l'ultimo committente di queste unità navali realizzate in una configurazione dalle caratteristiche simili a grosse corvette o piccole fregate. Le unità indonesiane hanno una velocità ridotta rispetto alle precedenti essendo equipaggiate con due motori diesel e raggiungono una velocità massima di circa 30 nodi, ma con una maggiore autonomia.
I pattugliatori indonesiani sono stati realizzati in quattro sottoclassi con diverse confirurazioni:
- Classe Kakap (versione da Ricerca e salvataggio)
- Classe Andau (Versione antisommergibile)
- Classe Pandrong (versione pattugliatore/motocannoniera)
- Classe Todak (variante missilistica da attacco rapido)

### Classe Kakap
Le unità della sottoclasse Kakap sono state interamente realizzate nei cantieri Lürssen e allestite in versione Search & Rescue:
- Kakap (811) entrata in servizio nel 1988
- Kerapu (812) entrata in servizio nel 1989
- Tongkol (813) entrata in servizio nel 1993
- Barakuda (814) entrata in servizio nel 1995

Il loro armamento è costituito da un cannone Bofors da 40 mm e due mitragliatrici da 7,62 mm e dispongono di una piattaforma un elicottero MBB Bo 105. La loro velocità massima è circa 28 nodi. L'elettronica di bordo è costituita da radar di navigazione Decca 2495 e radar di scoperta di superficie DR-2000S.

### Classe Andau
Le unità della sottoclasse Kakap sono state costruite nei cantieri Lürssen e hanno completato l'allestimento nei cantieri PAL Indonesia.
- Andau (650) entrata in servizio nel 1988
- Singa (651) entrata in servizio nel 1988
- Tongkak (652) entrata in servizio nel 1989
- Ajak (653) entrata in servizio nel 1989

Le unità della classe Andau hanno il loro allestimento in versione antisommergibile. Il loro armamento artiglieresco è costituito da un cannone Bofors 57 mm Mk. 110, un cannone Bofors da 40 mm e una mitragliera Rheinmetall da 20 mm MK20 Rh202; l'armamento siluristico è costituito da due lanciasiluri da 533 mm; la propulsione è costituita da due motori diesel MTU 60V956 TB92 che consentono una velocità massima di circa 27 nodi ed una autonomia di circa 2200 miglia alla massima velocità e di circa 6000 miglia ad una velocità massima di 15 nodi. L'elettronica di bordo è costituita da radar di navigazione Decca 1226, radar di scoperta di superficie DR-2000 S3 e sonar PHS-32 a media frequenza montato a scafo.

### Classe Padrong
Le unità della sottoclasse Pandrong sono state le prime costruite interamente nei cantieri PAL Indonesia a Surabaya:
- Pandrong (801) entrata in servizio nel 1992
- Sura (802) entrata in servizio nel 1993

Il loro armamento è costituito da un cannone Bofors 57 mm Mk. 110, un cannone Bofors da 40 mm e due mitragliere Rheinmetall da 20 mm ed è previsto un loro ammodernamento dotando le unità di missili antinave C-802 di fabbricazione cinese.

### Classe Todak
Le unità della sottoclasse Todak sono state interamente nei cantieri PAL Indonesia a Surabaya e sono entrate in servizio all'inizio degli anni 2000:
- Todak (631) entrata in servizio nel 2000
- Dorang (632) entrata in servizio nel 2000
- Hiu (634) entrata in servizio nel 2003
- Layang (635) entrata in servizio nel 2004

Le unità del tipo Todak hanno il loro armamento costituito da un cannone Bofors 57 mm Mk. 110, un cannone Bofors da 40 mm, due mitragliere Rheinmetall da 20 mm e missili antinave C-802 di fabbricazione cinese.